# Пријем (ТВ филм)
„Пријем” (мкд. Пречек) је југословенски и македонски телевизијски филм из 1971. године. Режирао га је Душко Наумовски, а сценарио су написали Бранко Пендовски и Бранко Варошлија.

## Улоге
| Глумац          | Улога |
| --------------- | ----- |
| Сабина Ајрула   |       |
| Дарко Дамевски  |       |
| Нада Гешовска   |       |
| Драги Костовски |       |